# آب‌گذر رومی سان لاسارو
آب‌گذر رومی سان لاسارو (انگلیسی: San Lázaro Roman aqueduct) آب‌گذری متعلق به دوران روم باستان است که در کلونیای رومی آگوستا امریتا — شهر کنونی مریدا در اسپانیا — ساخته شده است. این شهر پایتخت استان رومی لوسیتانیا بوده است.
این آب‌گذر در سدهٔ نخست میلادی ساخته شد تا آب مورد نیاز شهر را تأمین کند.
در سال ۱۹۱۲، این اثر به‌عنوان یک دارایی قابل توجه فرهنگی به ثبت رسید.
آب‌گذر رومی سان لاسارو بخشی از مجموعهٔ باستان‌شناسی مریدا است؛ مجموعه‌ای که یکی از بزرگ‌ترین و گسترده‌ترین محوطه‌های باستانی اسپانیا به‌شمار می‌رود و در سال ۱۹۹۳ از سوی یونسکو در فهرست میراث جهانی ثبت شده است.